# Virgin Orbit
Virgin Orbit — компания в составе Virgin Group, которая предоставляла услуги по запуску малых спутников. 17 января 2021 года их LauncherOne успешно достигла орбиты и успешно развернула 10 кубсатов.
Компания была образована в 2017 году для разработки ракеты воздушного базирования LauncherOne, запускаемой с самолёта-носителя Cosmic Girl; этот тандем ранее был проектом компании Virgin Galactic. В Virgin Orbit, базирующейся в Лонг-Бич, штат Калифорния, работает более 300 сотрудников, возглавляемых президентом Дэном Хартом, бывшим вице-президентом по правительственным спутниковым системам компании Boeing. Официальным космодромом для запусков по программе воздушный старт Cosmic Girl — LauncherOne является Аэрокосомический центр Мохаве.
Virgin Orbit фокусируется на запуске малых спутников, что было одним из трёх направлений, которыми занималась Virgin Galactic, они включают: пилотируемые космические полеты, запуск малых спутников, а также передовые аэрокосмические разработки, производство и испытания.
23 августа 2021 года Virgin Orbit объявила, что выйдет на биржу через слияние со SPAC-компанией NextGen Acquisition Corp II. По итогам этого слияния она будет оценена в 3,2 млрд долларов США.
В конце мая 2023 года компания прекратила свою деятельность, бо́льшая часть её активов была куплена другими предприятиями аэрокосмической отрасли.

## LauncherOne
25 мая 2020 года при первом запуске LauncherOne не удалось достичь орбиты.
17 января 2021 года LauncherOne стал первым аппаратом Virgin Orbit, достигшим орбиты. Ракета успешно запустила 10 кубсатов на низкую околоземную орбиту для NASA в последней демонстрационной миссии. Ракета стартовала с левого крыла модернизированного Boeing 747 на высоте 10 км над Тихим океаном. Ракета названа в честь Евы Брэнсон, матери основателя Virgin Ричарда Брэнсона, которая умерла от Covid-19 8 января 2021 года.
30 июня 2021 года LauncherOne успешно доставила в космос свою первую коммерческую полезную нагрузку.

## Cosmic Girl

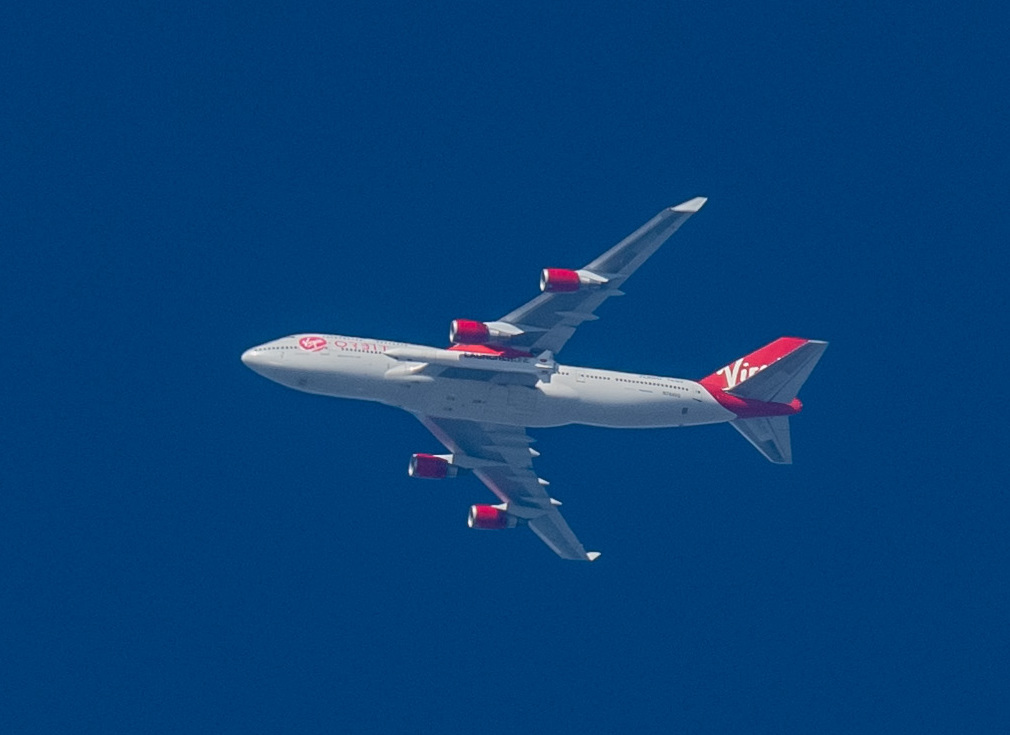
Ракета-носитель LauncherOne крепится под левым крылом материнского самолёта Cosmic Girl

Cosmic Girl — это название модифицированного самолёта Боинг 747, который Virgin Orbit использует для запуска своих ракет.

## VOX Space
VOX Space — дочерняя компания Virgin Orbit, созданная в начале 2020-х годов. Компания планирует предоставлять услуги запуска для Вооружённых сил США. Компания намеревается использовать ракету-носитель Virgin Orbit LauncherOne.
В апреле 2020 года компания VOX Space получила контракт на 35 миллионов долларов на три запуска 44 кубсатов для Космических сил США. Первый запуск намечен не ранее октября 2021 года.

## Другие проекты

### Аппараты ИВЛ
В ответ на пандемию COVID-19 в начале 2020 года Virgin Orbit объявила, что станет партнером в новом предприятии по созданию сравнительно простых механических аппаратов искусственной вентиляции лёгких — в частности, аппаратов для частично выздоровевших пациентов, для облегчения острой глобальной нехватки аппаратов ИВЛ во время пандемии. Для их разработки и производства Virgin Global вместе с Калифорнийским университетом в Ирвайне и Техасским университетом в Остине создала консорциум Bridge Ventilator Consortium. Прототип ожидает утверждения Управлением по контролю за продуктами и лекарствами США (FDA) в марте, с расчётом начать производство в апреле.

### Запуски в Великобритании
В октябре 2019 года Virgin Orbit объявила, что заключает трёхлетний контракт с Мэтью Стэннардом, пилотом-испытателем самолётов «Тайфун» Королевских ВВС Великобритании; Virgin Orbit находилась тогда в фазе испытаний самолёта-носителя Boeing 747-400 «Cosmic Girl».
Проект частично финансируется Космическим агентством Великобритании.
Во время подготовки к запуску в январе 2023 года Virgin Orbit отмечала сложности проведения сертификации и оформления разрешительной документации. Задержки в подготовке запуска привлекли внимание комитета Палаты общин Великобритании, который 4 ноября 2022 года опубликовал доклад с критикой Управления гражданской авиации Великобритании и призвал увеличить количество сотрудников занимающихся лицензированием космодрома Корнуолл.
9 января 2023 года Virgin Orbit произвела неудачный запуск: старт самолёта-носителя «Cosmic Girl» был произведён из космодрома Корнуолл. В работе второй ступени ракеты-носителя LauncherOne произошла аномалия и полёт был прерван. 

Virgin Orbit объявила, что не отказывается от дальнейших запусков с территории Великобритании.

### Запуски в Бразилии
В апреле 2021 года Бразильское космическое агентство перечислило компанию среди тех, кто будет осуществлять орбитальные запуски с космодрома Алкантара в Бразилии.

## Прекращение деятельности
В марте 2023 года компания Virgin Orbit объявила об увольнении почти всего персонала, приостановке деятельности и поиске источников финансирования; 3 апреля компания официально объявила о подаче заявления о банкротстве.
В конце мая 2023 года компания прекратила свою деятельность, её основные активы — производственные мощности, самолёт-носитель «Cosmic Girl» и испытательный полигон — были куплены тремя компаниями аэрокосмической отрасли — Rocket Lab, Stratolaunch Systems и Vast. Несколько ракет Launcher One в разной стадии готовности и интеллектуальная собственность компании проданы не были. Оставшиеся на производственных объектах Virgin Orbit двигатели и другие компоненты для Launcher One в июне 2023 года были приобретены компанией Firefly Aerospace.